# Musei del Duomo di Modena
I Musei del Duomo di Modena sono un complesso museale situato accanto al Duomo di Modena, composti dal Museo Lapidario e dal Museo del Duomo.

## Storia

### Museo Lapidario

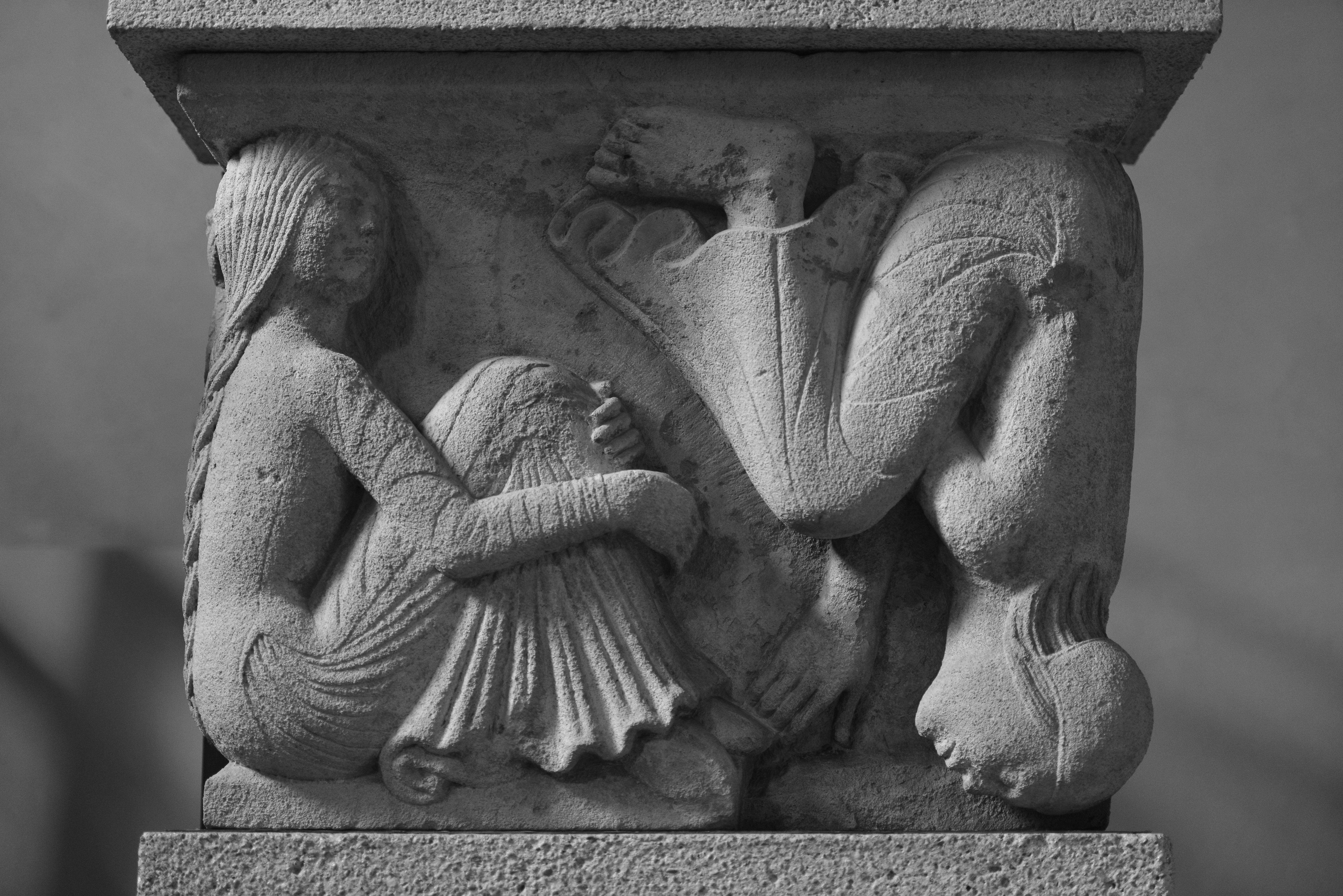
Metopa "Gli antipodi", Maestro delle Metope, inizio XII secolo, Museo Lapidario del Duomo di Modena

Il Museo Lapidario del Duomo venne inaugurato alla fine dell'Ottocento, allo scopo di ospitare i reperti emersi durante le campagne di restauro che interessarono la Cattedrale tra la fine del XIX e l'inizio del XX secolo. In tale occasione furono rinvenuti gli affreschi di XII e XIII secolo e i reperti di epoca romana reimpiegati per la costruzione del Duomo romanico. Nel secondo decennio del XX secolo, alla collezione del museo si aggiunsero i manufatti longobardi, appartenuti alla precedente Cattedrale dell'VIII secolo, di cui sono tuttora le uniche tracce.
Dal 1953 il Museo Lapidario ospita anche le famose Metope, otto sculture romaniche rappresentanti i popoli mostruosi che nelle Mappae Mundi medievali vivevano ai margini del mondo conosciuto, realizzate dal Maestro delle Metope.
Altre importanti opere scultoree che raccontano la storia del Duomo dal XII al XVI secolo sono il leone stiloforo di bottega wiligelmica, l'arca di San Geminiano del XII secolo, e capitelli e sculture di epoca campionese.

### Museo del Duomo

Il Diluvio Universale (particolare), Maestro della Marca Geometrica, arazzo, 1560-1570, Musei del Duomo di Modena

Il Museo del Duomo di Modena ospita opere che vanno dall'XI secolo al XX secolo. Tra queste l'altarolo portatile di San Geminiano, mirabile esempio di oreficeria romanica commissionato probabilmente da Matilde di Canossa nel 1106, in occasione della traslazione del Santo. 

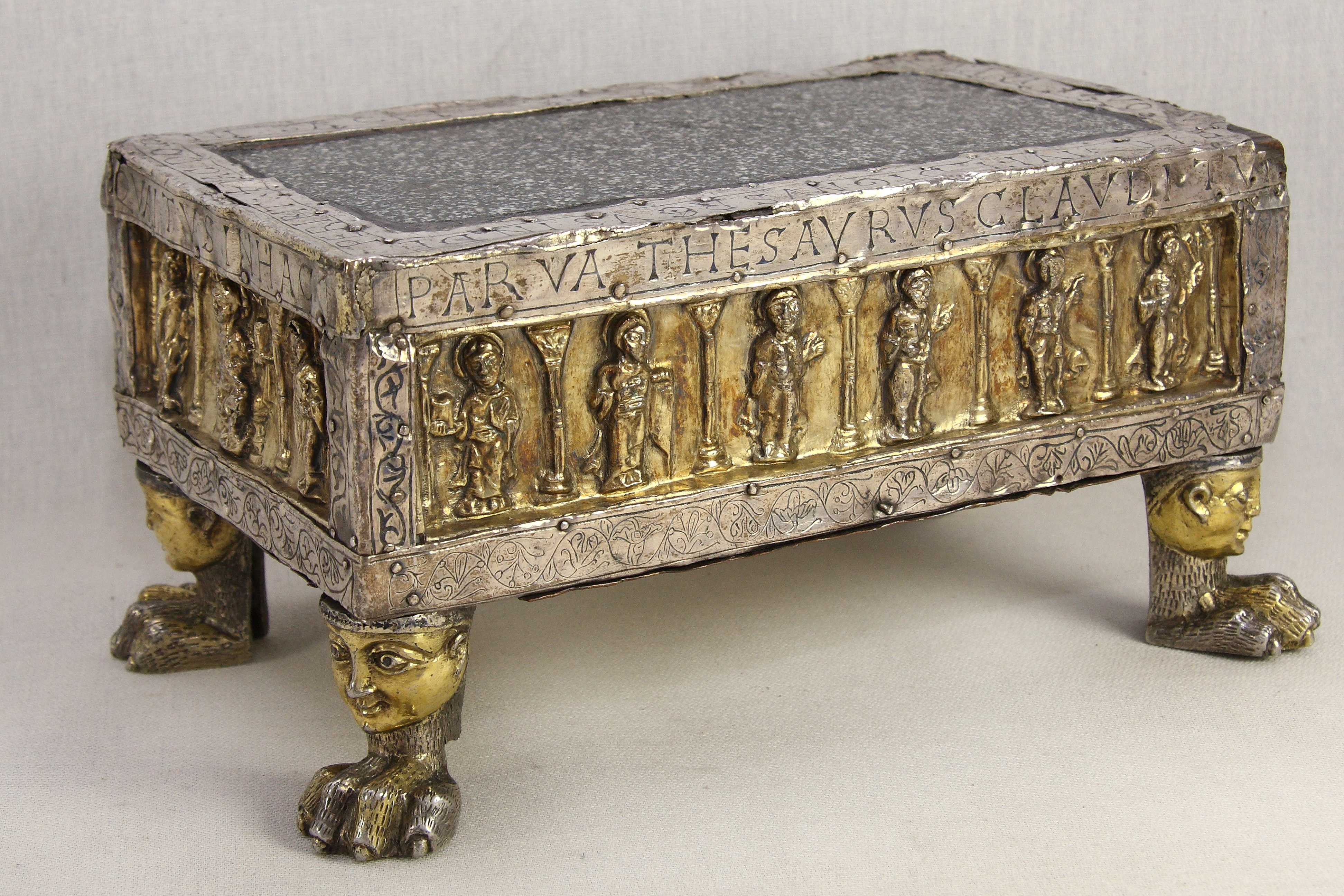
Altarolo portatile di San Geminiano, manifattura emiliana, 1106, Musei del Duomo di Modena

Tra le testimonianze di XII e XIII secolo, vi è anche la Relatio de innovatione ecclesie Sancti Geminiani Mutinensis Presulis, codice manoscritto di inizio Duecento, trascrizione di un testo più antico compilato dal canonico Aimone per descrivere i fatti relativi ai primissimi anni di costruzione del Duomo di Modena e alla traslazione del Santo.
Il museo ospita dipinti del Seicento emiliano di pittori quali Francesco Stringa, Bartolomeo Schedoni, Bernardino Cervi, oreficerie, codici manoscritti, opere tessili.
Una menzione particolare va agli arazzi fiamminghi del brussellese Maestro della Marca Geometrica, facenti parte di una collezione di 22 esemplari raffiguranti le Storie della Genesi, Storie di David e Storie di Giacobbe.